# Championnats du monde de cyclisme sur route 1987
Navigation
Colorado Springs 1986 Renaix 1988
Les championnats du monde de cyclisme sur route 1987 ont eu lieu le 6 septembre 1987 à Villach en Autriche. 
C'est la première fois que les championnats du monde du contre-la-montre par équipes féminin ont lieu.
Stephen Roche a alors réalisé la rare Triple Couronne du cyclisme, en remportant le Giro d'Italia et le Tour de France avant de gagner la course sur route masculine, devenant ainsi le deuxième cycliste à l'accomplir après Eddy Merckx en 1974.

## Résultats
| Épreuves :                                       | Or                                                                                         | Or              | Argent                                                                        | Argent | Bronze                                                                      | Bronze |
| Épreuves masculines                              |                                                                                            |                 |                                                                               |        |                                                                             |        |
| Hommes - course en ligne                         | Stephen Roche Irlande                                                                      | 6 h 50 min 02 s | Moreno Argentin Italie                                                        | -      | Juan Fernández Martín Espagne                                               | -      |
| Hommes - amateurs - course en ligne              | Richard Vivien France                                                                      | -               | Hartmut Bölts Allemagne de l'Ouest                                            | -      | Alex Pedersen Danemark                                                      | -      |
| Hommes - amateurs - contre-la-montre par équipes | Italie Roberto Fortunato Eros Poli Mario Scirea Flavio Vanzella                            | -               | Union soviétique Viktor Klimov Assiat Saitov Igor Sumnikov Evgueni Zagrebelny | -      | Autriche Helmut Wechselberger Bernard Rassinger Mario Traxl Johann Lienhart | -      |
| Épreuves féminines                               |                                                                                            |                 |                                                                               |        |                                                                             |        |
| Femmes - course en ligne                         | Jeannie Longo France                                                                       | -               | Heleen Hage Pays-Bas                                                          | -      | Connie Meyer Pays-Bas                                                       | -      |
| Femmes - contre-la-montre par équipes            | Union soviétique Nadesja Kibardina Alla Jakovleva Tamara Poliakova Liubova Pogovitchaikova | -               | États-Unis Inga Thompson Susan Ehlers Jane Marshall Leslee Schenk             | -      | Italie Francesca Galli Roberta Bonanomi Imelda Chiappa Monica Bandini       | -      |

## Tableau des médailles
| Rang  | Nation               | Or | Argent | Bronze | Total |
| ----- | -------------------- | -- | ------ | ------ | ----- |
| 1     | France               | 2  | 0      | 0      | 2     |
| 2     | Italie               | 1  | 1      | 1      | 3     |
| 3     | Union soviétique     | 1  | 1      | 0      | 2     |
| 4     | Irlande              | 1  | 0      | 0      | 1     |
| 5     | Pays-Bas             | 0  | 1      | 1      | 2     |
| 6     | Allemagne de l'Ouest | 0  | 1      | 0      | 1     |
| 6     | États-Unis           | 0  | 1      | 0      | 1     |
| 8     | Espagne              | 0  | 0      | 1      | 1     |
| 8     | Danemark             | 0  | 0      | 1      | 1     |
| 8     | Autriche             | 0  | 0      | 1      | 1     |
| Total | Total                | 5  | 5      | 5      | 15    |